# Egíali

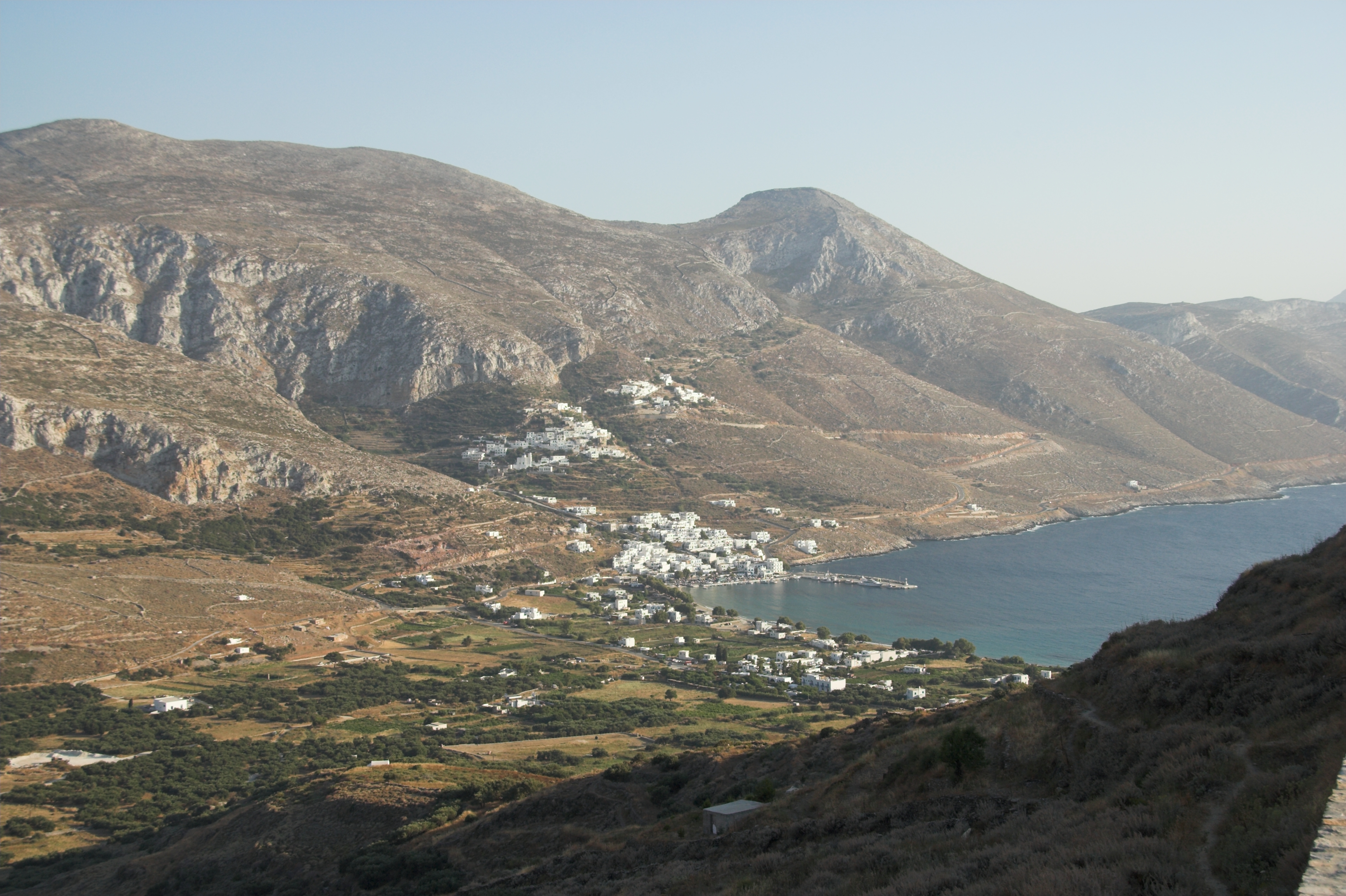
Vista de Egíali.

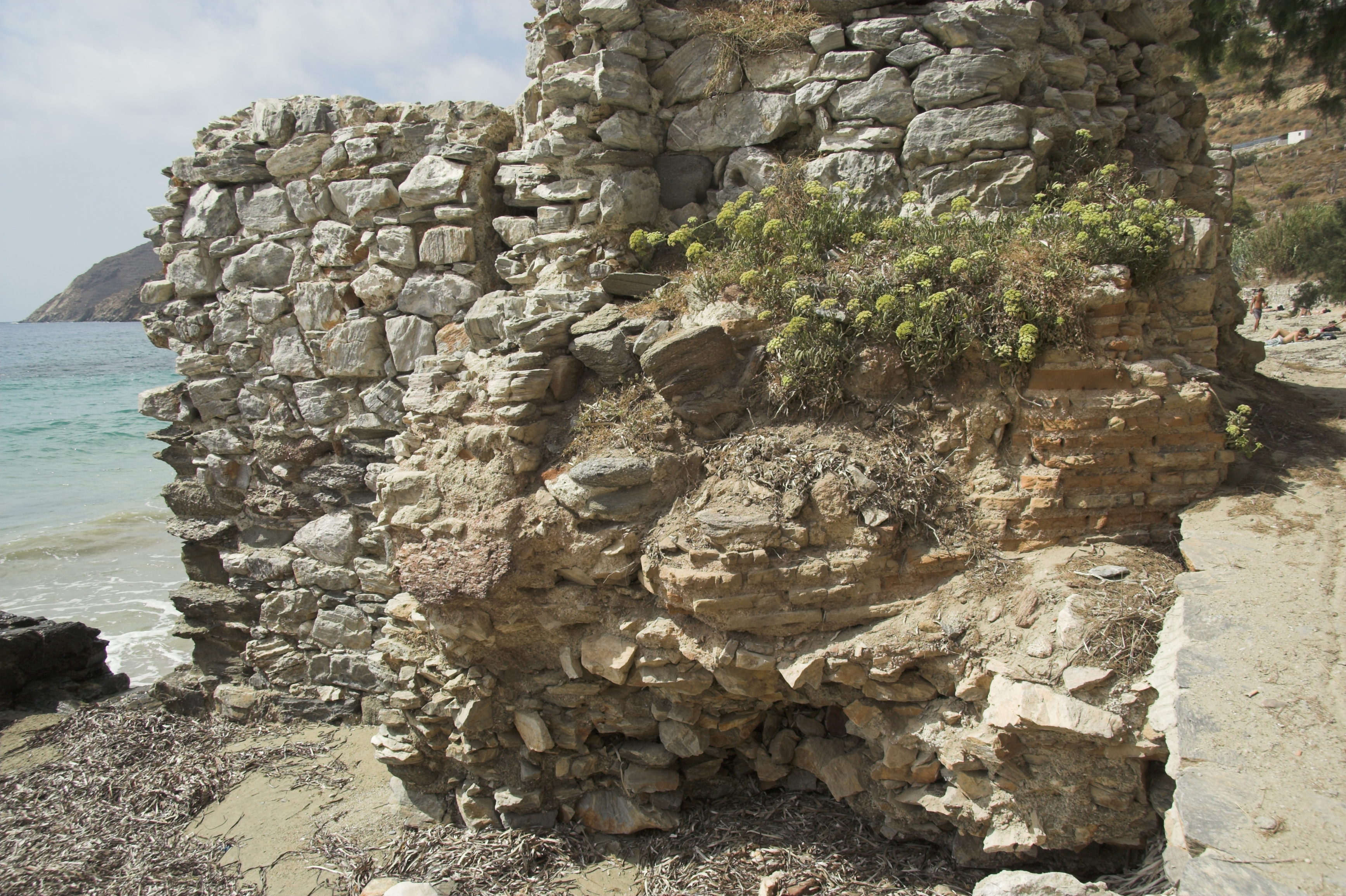
Ruinas de una estructura junto al mar de la ciudad antigua.

Egíali o, antiguamente, Egíala, (en griego moderno, Αιγιάλη y en griego antiguo, Αἰγιάλη) es el nombre de una comunidad local y un pueblo de la isla de Amorgós. En el año 2011, la comunidad local tenía una población de 514 habitantes y el pueblo contaba con 261. Se trataba de una de las ciudades que había en la isla en la Antigüedad, junto con Minoa y Arcésina.
Es mencionada por Esteban de Bizancio, que señala que un nombre alternativo de la ciudad era Melania, y se deduce que también era una de las ciudades de la isla que el periplo de Pseudo-Escílax ubica en la isla, sin nombrarlas. Otros datos de la antigua ciudad se conoce a través de varias fuentes epigráficas, como una inscripción del siglo III a. C. que atestigua la existencia de un santuario de Atenea Polias.